# Ropica fuscicollis
Ropica fuscicollis là một loài bọ cánh cứng trong họ Cerambycidae.